# Seljanec
Seljanec is een plaats in de gemeente Ivanec in de Kroatische provincie Varaždin. De plaats telt 224 inwoners (2001).